# Фролов Сергій Анатолійович
Сергі́й Анато́лійович Фроло́в (* 14 квітня 1992 року) — український спортсмен, плавець вільним стилем. З 2016 року є спортсменом Запорізької обласної школи вищої спортивної майстерності. Представляє Збройні сили України. Вийшов у фінал плавання на 800 метрів вільним стилем на Олімпійських іграх у Токіо, в якому 29 липня 2021 року став шостим з результатом 7:45.11.
Проживає в Запоріжжі, станом на 2013 рік — студент Запорізького національного університету.

## Спортивний шлях та досягнення
- 2009 — учасник чемпіонату Європи серед юніорів, Прага,
- 2010 — чемпіонат Європи серед юніорів в Тампере: золотий призер в плаванні 1500 метрів вільним стилем, двічі срібний — вільним стилем 400 та 800 метрів,
- учасник чемпіонату Європи у Будапешті,
- на Чемпіонаті Європи в Ейндховені — срібний призер, 1500 метрів вільним стилем у 25-метрових басейнах,
- учасник чемпіонату світу в Дубаї у 25-метрових басейнах,
- 2011 — чемпіон України — дистанції 400 і 1500 метрів вільним стилем,
- Всесвітня Універсіада в Шеньчжені — бронзовий призер на 1500 метрах вільним стилем,
- учасник чемпіонату світу у Шанхаї,
- Чемпіонат Європи у Щеціні — бронзовий призер, 1500 метрів вільним стилем у 25-ти метровому басейні,
- 2012 — учасник Олімпійських ігор у Лондоні,
- Чемпіонат Європи у Шартрі — срібний призер 1500 метрів, у 25 -ти метрових басейнах,
- 2013 — Міжнародний турнір «Маре Нострум» у Барселоні — триразовий срібний призер на дистанції 1500 метрів вільним стилем
- Універсіада в Казані — срібний призер на дистанції 800 метрів вільним стилем, 12 липня — бронзовий призер — 1500 метрів вільним стилем.
- в жовтні 2014-го — переможець 4-го етапу Кубка світу у Москві (дистанція 1500 м вільним стилем).
- на Всесвітній Універсіаді липнем 2015 року в Гуанчжоу здобув срібну нагороду (дистанція 1500 м вільним стилем), чим завоював ліцензію на Олімпіаду-2016.
- на 7-х Всесвітніх Іграх серед військовослужбовців у жовтні 2019 року в Китаї здобув срібну нагороду (дистанція 800 м вільним стилем)[1], бронзову нагороду (дистанція 400 м вільним стилем)[2] та перемогу (дистанція 1500 м вільним стилем)[3].

Восьмиразовий рекордсмен України — дистанції 1500 та 800 метрів вільним стилем у 25-ти метрових басейнах.

### Виступи на Олімпіадах
| Олімпіада   | Дисципліна        | Результат | Місце |
| Лондон 2012 | Плавання 400 в/с  | 3.50,63   | 17    |
| Лондон 2012 | Плавання 1500 в/с | 14.59,19  | 10    |
| Ріо 2016    | Плавання 1500 в/с | 15.04,61  | 17    |
| Токіо 2020  | Плавання 800 в/с  | 7:45.11   | 6     |

## Державні нагороди
- Медаль «За працю і звитягу» (27 червня 2020) — За значний особистий внесок у державне будівництво, зміцнення національної безпеки, соціально-економічний, науково-технічний, культурно-освітній розвиток Української держави, вагомі трудові досягнення, багаторічну сумлінну працю[4]